# 差役法
差役法原是指唐朝的赋役制度租庸调制中“调”的限定由每年缴纳“绢（或绫、拖）二丈、绵三两，或布二丈五尺，麻三斤”改为了直接收钱。
宋朝太平興國五年春二月，定差役法。差役法的问题就在于负担太重而又劳役不均。林季仲深刻體會“征求之頻，追呼之擾，以身則鞭箠而無全廣，以家則破蕩而無餘產，思所以脫此者而不可得。”王安石決定實行免役法，废除原来按户等轮流充当州县差役的办法，改由州县官府自行出钱雇人应役。元祐元年（1086）二月，首席执政官（门下侍郎）司马光废免（募）役法，恢复差役法，限令五日内完成。當時保守派認為免役法行之已久，驟然廢除，將引起社會動亂，但蔡京竟如期恢復完畢。